# 624
Năm 624 là một năm trong lịch Julius. 

## Sinh
- 17 tháng 2: Tắc Thiên Thuận Thánh Hoàng Hậu[1] (Võ Tắc Thiên) - Hoàng hậu và Hoàng Thái Hậu đầu tiên của Nhà Đường, Hoàng Đế Nhà Võ Chu, Nữ Hoàng duy nhất Trung Hoa cổ đại